# هورکی (ناحیه کوتنا هورا)
هورکی (به چکی: Horky) یک منطقهٔ مسکونی در جمهوری چک است که در ناحیه کوتنا هورا واقع شده‌است.